# سونسييه - دوبنتون (مترو باريس)
سونسييه - دوبنتون (بالفرنسية: Censier – Daubenton)‏ هي محطة مترو تابعة لمترو باريس تقع في فرنسا في الدائرة الخامسة في باريس.[بحاجة لمصدر]